# Прёппер, Дави
Дави Прёппер (нидерл. Davy Pröpper; род. 2 сентября 1991, Арнем) — нидерландский футболист, игравший на позиции полузащитник. Выступал за сборную Нидерландов.

## Клубная карьера

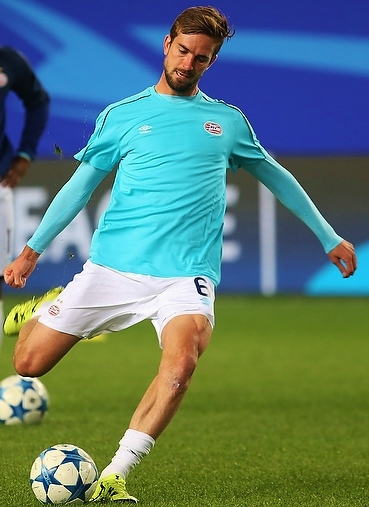
Прёппер в составе ПСВ

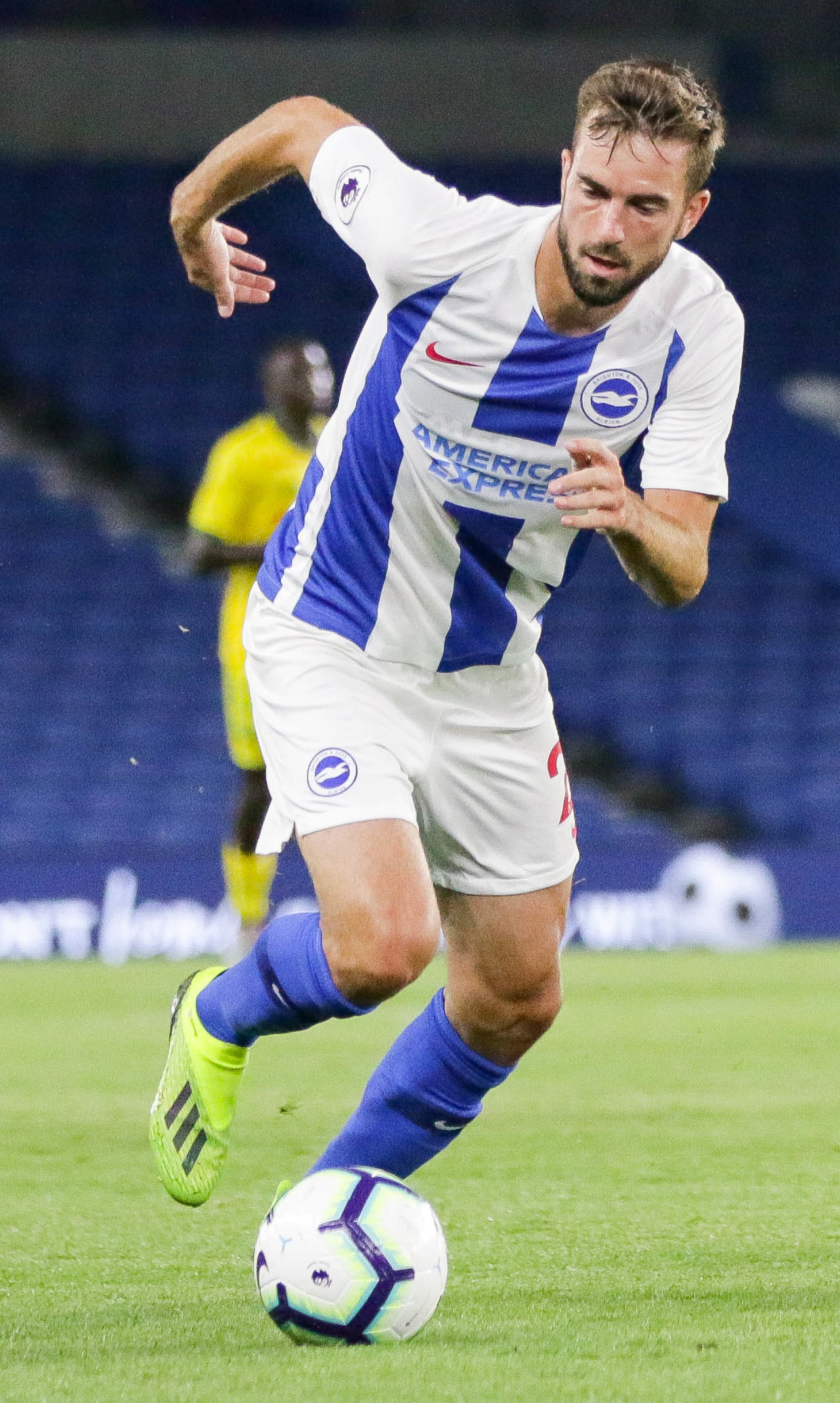
Прёппер в составе «Брайтон энд Хоув Альбион»

Прёппер — воспитанник клуба «Витесс». 17 января 2009 года в матче против НЕКА он дебютировал за команду в Эредивизи, заменив Кевина ван Дирмена. 14 августа 2010 года в матче против «Аякса» Дави забил свой первый гол. В начале 2013 года он получил травму колена, но уже через месяц смог выйти на поле.
13 июля 2015 года Дави подписал пятилетний контракт с клубом ПСВ. 2 августа в матче Суперкубка Нидерландов против «Гронингена» он дебютировал за новую команду. Эндховенцы одержали убедительную победу и Прёппер стал обладателем первого трофея в составе ПСВ. 12 сентября в поединке против «Камбюра» он забил свой первый гол за команду. 27 октября в поединке Кубка Нидерландов против «Генемёйдена» Дави забил гол. Через четыре дня в матче против «Де Графсхап» он сделал «дубль». 8 декабря в заключительном матче группового этапа Лиги чемпионов против московского ЦСКА Дави забил гол, который позволил ПСВ выйти в 1/8 финала турнира.
28 сентября 2016 года в матче Лиги чемпионов против российского «Ростова» Дави забил гол. В сезоне 2016/17 Прёппер забил 6 мячей и отдал 7 голевых передач в 34 матчах.
7 августа 2017 года игрок перешёл в английский «Брайтон энд Хоув Альбион», подписав контракт на четыре года. Сумма трансфера составила 13 миллионов евро. 12 августа в матче против «Манчестер Сити» он дебютировал в английской Премьер-лиге. Первый гол за «Брайтон» Прёппер забил 26 февраля 2019 года в ворота «Лестер Сити».
4 января 2022 года объявил о завершении профессиональной карьеры футболиста.
В январе 2023 года возобновил карьеру в «Витессе», подписав с клубом контракт до 2024 года.
21 мая 2024 года объявил о завершении карьеры.

## Международная карьера
В 2010 году Дави в составе юношеской национальной команды выиграл домашний юношеском чемпионат Европы. На турнире он сыграл в матчах против команд Франции и Австрии. В 2012 году Прёппер сыграл за молодёжную сборную на Турнире в Тулоне.
5 июня 2015 года в товарищеском матче против сборной США Прёппер дебютировал за сборную Нидерландов, заменив во втором тайме Робина ван Перси.
3 сентября 2017 года в поединке отборочного турнира чемпионата мира 2018 против сборной Болгарии Дави сделал «дубль», забив свои первые голы за национальную команду.

### Голы за сборную Нидерландов
| #   | Дата            | Место                                  | Противник | Счёт | Результат | Соревнование                     |
| --- | --------------- | -------------------------------------- | --------- | ---- | --------- | -------------------------------- |
| 01. | 3 сентября 2017 | Амстердам Арена, Амстердам, Нидерланды | Болгария  | 1:0  | 3:1       | Чемпионат мира 2018 квалификация |
| 02. | 3 сентября 2017 | Амстердам Арена, Амстердам, Нидерланды | Болгария  | 3:1  | 3:1       | Чемпионат мира 2018 квалификация |
| 03. | 7 октября 2017  | Борисов-Арена, Борисов, Беларусь       | Беларусь  | 0:1  | 1:3       | Чемпионат мира 2018 квалификация |

## Достижения
ПСВ
- Чемпионат Нидерландов — 2015/16
- Обладатель Суперкубка Нидерландов (3) — 2015, 2016, 2021